# 布蘇馬縣 (布爾古省)
布蘇馬縣（Boussouma Department） 為布吉納法索中東大區布爾古省轄下的縣。該縣有16個城鎮。布蘇馬（Boussouma）為該縣的首府。2006年人口普查中該縣人口有26,473人。